# Katie Vincent
Katharine „Katie“ Vincent (* 12. März 1996 in Mississauga, Ontario) ist eine kanadische Kanutin.

## Karriere
Katie Vincent gab 2012 ihr internationales Debüt und sicherte sich 2017 ihren ersten Medaillengewinn bei Meisterschaften, als sie in Račice u Štětí im Zweier-Canadier über 500 Meter mit Laurence Vincent-Lapointe sogleich Weltmeisterin wurde. Ein Jahr darauf gelang den beiden in Montemor-o-Velho die Titelverteidigung, darüber hinaus belegte sie im Einer-Canadier auf der 500-Meter-Strecke den dritten Platz. 2021 wurde sie schließlich auch im Einer-Canadier Weltmeisterin. In Kopenhagen belegte sie auf der 200-Meter-Distanz den ersten Platz.
Bei den ebenfalls 2021 ausgetragenen Olympischen Spielen 2020 in Tokio trat Vincent in zwei Wettbewerben an. Im Einer-Canadier über 200 Meter gewann sie zunächst ihren Vorlauf und zog nach einem dritten Platz in ihrem Halbfinallauf ins Finale ein. Dieses beendete sie in 47,834 s auf dem achten und letzten Platz. Erfolgreicher verlief der Wettkampf im Zweier-Canadier auf der 500-Meter-Strecke. Mit Laurence Vincent-Lapointe verpasste sie als Dritte im Vorlauf zunächst die direkte Halbfinalqualifikation, schaffte diese dann aber mit einem Sieg im Viertelfinale. Im Halbfinale belegten sie den zweiten Platz ihres Laufs und zogen in den Endlauf ein. Nach 1:59,041 min überquerten sie dort als Dritte die Ziellinie und erhielten hinter den siegreichen Chinesinnen Xu Shixiao und Sun Mengya sowie Ljudmyla Lusan und Anastassija Tschetwerikowa aus der Ukraine die Bronzemedaille. Ein Jahr darauf wurde Vincent in Dartmouth über 500 Meter sowohl im Einer-Canadier als auch im Vierer-Canadier und mit Connor Fitzpatrick im Mixed-Zweier-Canadier Weltmeisterin. Bei den Weltmeisterschaften 2023 in Duisburg wiederholte sie mit Fitzpatrick diesen Erfolg und wurde außerdem im Einer-Canadier über 500 Meter und auch über 5000 Meter Weltmeisterin. Im Zweier-Canadier gewann sie mit Sloan MacKenzie Bronze. Bei den Olympischen Spielen 2024 in Paris gewann sie im Einer-Canadier die Goldmedaille und im Zweier-Canadier mit Sloan MacKenzie die Bronzemedaille.